# Hand of Blood
Hand of Blood è il secondo EP dei Bullet for My Valentine, gruppo gallese metalcore, pubblicato il 22 agosto 2005.
Il singolo "Hand of Blood" è contenuto nelle colonne sonore dei videogiochi Need for Speed: Most Wanted e Burnout Revenge.

## Tracce
1. 4 Words (To Choke Upon) - 3:44
2. Hand of Blood - 3:36
3. Cries in Vain - 3:59
4. Curses - 3:58
5. No Control - 3:33
6. Just Another Star - 2:53
7. Turn to Despair - 3:24*

* Bonus track contenuta nell'edizione giapponese